# Nuclear Physics (tạp chí)
Nuclear Physics hay Vật lý hạt nhân là tập san về Vật lý hạt nhân và Vật lý hạt, do Elsevier xuất bản, ra đời năm 1956.
Năm 1967 nó được chia thành hai tập san: Nuclear Physics A và Nuclear Physics B. Một phụ san của Nuclear Physics B, gọi là Nuclear Physics B: Proceedings Supplements được phát hành từ năm 1987.

## Tóm tắt và lập chỉ mục

### Nuclear Physics A
Nuclear Physics A, thường viết tắt là "Nucl. Phys. A", dành cho vật lý hạt nặng và vật lý thiên văn hạt nhân.
- Current Contents/Physics, Chemical, & Earth Sciences
- Scopus
- Zentralblatt MATH

### Nuclear Physics B
Nuclear Physics B, thường viết tắt là "Nucl. Phys. B", dành cho vật lý hạt cơ bản, vật lý năng lượng cao, lý thuyết trường lượng tử, vật lý toán, trường hấp dẫn, vật lý thiên văn, vũ trụ học, cơ học thống kê.
- Chemical Abstracts
- Current Contents/Physics, Chemical, & Earth Sciences
- Scopus
- Zentralblatt MATH